# San Antonio la Paz
San Antonio la Paz è un comune del Guatemala facente parte del dipartimento di El Progreso.
L'abitato venne fondato da Justo Rufino Barrios ed il comune venne istituito il 12 aprile 1831